# Костёл Девы Марии в Седлеце
Собор Вознесения Девы Марии и Святого Иоанна Крестителя (чеш. Kostel Nanebevzetí Panny Marie a svatého Jana Křtitele) — католический собор в Кутна-Горе (Чехия).

## История
Заложен около 1300 года в качестве замены старому романскому собору при цистерцианском монастыре. Собор построен в форме латинского креста в традициях северо-французской готической архитектуры. Собор стал первым в Чехии с венцом капелл в апсиде. Длина собора составила 87 метров, и он является крупнейшим из сохранившихся в Чехии построек конца XIII — начала XIV века. Собор, как и монастырь, был разрушен в 1421 году в ходе Гуситских войн и длительное время находился в руинах.
В 1700 году при аббате Йиндржихе Снопеке была начата реконструкция собора. Работами вначале руководил архитектор Павел Игнац Байер, а затем, с 1703 года, работы продолжились под руководством архитектора Яна Сантини. Собор был реконструирован с элементами барочной готики. Восстановленный собор был освящён в 1708 году. В 1742 году папа Бенедикт XIV передал собору мощи раннехристианских святых Феликса и Винцента.
В ходе реформ императора Иосифа II в 1784 году цистерцианский монастырь был ликвидирован, а собор закрыт. При этом с аукциона было распродано значительное число его художественных предметов. В здании собора разместили склад муки. В 1806 году собор возвратили церкви и он стал выполнять роль приходского храма.
В 1995 году собор в числе других памятников Кутна-Горы был включён в число объектов Всемирного наследия ЮНЕСКО.
В соборе находятся живописные работы Петра Брандла, Михаэля Вильманна, а также резьба по дереву мастера Матея Еккеля.